# 60 Seconds!
60 Seconds! è un videogioco di genere avventura dinamica sviluppato e pubblicato dallo studio polacco Robot Gentleman. È stato pubblicato per Windows il 25 maggio 2015, il 22 settembre 2016 per iOS, il 18 dicembre 2017 per Nintendo Switch, il 28 dicembre 2017 per Android e il 6 marzo 2020 per PlayStation 4 e Xbox One.
Il gioco si svolge in una città di periferia mentre una bomba nucleare è pronta a detonare entro 60 secondi, costringendo una famiglia di quattro persone a raccogliere il maggior numero possibile di provviste entro questo tempo e poi a sopravvivere e alla fine a fuggire in un luogo più sicuro con ciò che è stato possibile raccogliere. Una versione rimasterizzata di 60 Seconds! intitolata 60 Seconds! Reatomized è stata distribuita il 25 luglio 2019.

## Trama
60 Seconds! è ambientato negli Stati Uniti negli anni '50 del XX secolo. Il gioco segue la famiglia McDoodle (Ted, Dolores, Mary Jane e Timmy) mentre cercano di sopravvivere agli effetti di un'apocalisse nucleare il più a lungo possibile. Nel gioco, il giocatore ha 60 secondi per raccogliere quante più scorte, familiari e oggetti di svago e portarli in un rifugio sotterraneo sotto la propria casa, incluso il familiare che controlla inizialmente, prima che una bomba nucleare venga sganciata sul quartiere ed esploda. Il fallimento nel farlo influisce sullo svolgimento del gioco.
Ogni giorno, il giocatore deve prendere decisioni per la famiglia basate sulle scorte disponibili, sulle informazioni limitate o sulle capacità dei membri della famiglia. Alcune di queste decisioni comportano rischi e possono causare problemi di salute o persino la morte di uno o tutti membri della famiglia. Per le scorte consumabili, il giocatore deve razionare il loro utilizzo, come cibo e acqua, tra i membri della famiglia, basandosi su hanno raccolto nella fase iniziale, sulla loro salute generale e sul bisogno che ne hanno. Il giocatore deve anche fare attenzione allo stato mentale dei membri della famiglia, poiché l'isolamento del rifugio influisce anche sul gioco.  A volte, un personaggio potrebbe essere costretto a lasciare il rifugio per cercare scorte e cibo. Anche questo comporta rischi, poiché un membro della famiglia potrebbe ammalarsi a causa della radiazione all'esterno, oppure potrebbe non tornare a causa di un evento che causa la morte del personaggio.
Altre volte, potrebbe essere udito un colpo alla botola del rifugio sotterraneo, e il giocatore deve decidere se ignorarlo o aprire la botola per consentire a chiunque o a qualunque cosa sia lì di interagire con i personaggi. A seconda dell'evento, questo potrebbe risultare in un possibile scambio tra i McDoodle e altre famiglie colpite, o in un raid al rifugio dove le scorte vengono rubate, o in un mutante che entra nel rifugio e muta la famiglia, ponendo fine al gioco. Se il giocatore prende una decisione al momento giusto, c'è la possibilità che l'esercito degli Stati Uniti venga a salvare la famiglia, ponendo con successo fine al gioco.

## Accoglienza
Il gioco ha ricevuto su Metacritic un 75/100 e un 80/100 per la versione PC dalle recensioni della critica, e 6,3 recensioni contrastanti o medie da parte degli utenti. Metacritic ha anche assegnato alla versione Xbox One un 63/100 dalle recensioni della critica, mentre la versione per Nintendo Switch ha ricevuto 6,3 recensioni contrastanti o medie da parte degli utenti.. Pocket Gamer lo ha inserito nella sua lista dei migliori 15 giochi survival per iPhone e iPad 60 Seconds! come uno dei 15 migliori giochi survival per iPhone e iPad.